# Amado Tejada
Amado Tejada Pérez (Lima, 13 de setiembre de 1946 - Nueva York, 22 de diciembre del 2014) fue un futbolista que se desempeñó como arquero donde la buena ubicación era una de sus cualidades.

## Trayectoria
Llegó al Sporting Cristal en 1961 para ser parte de los infantiles, en 1966 fue promovido como tercer arquero y fue parte del Plantel Campeón del cuadro bajopontino en 1968 y de 1970. Luego de la participación rimense en la Copa Libertadores de 1971 Tejada pasaría al Porvenir Miraflores, luego llegó al León de Huánuco, José Gálvez, Barrio Frigorífico y Juan Aurich, en 1976 regresó al Sporting Cristal donde obtendría la titularidad y en 1977 y 1978 alternaría el arco con Ramón Quiroga.
Luego jugaría en Juventud La Palma,  Coronel Bolognesi y Unión Huaral, luego de su paso por el fútbol de USA se retiró en el Club Atlético Huracán (Moquegua) en 1984.
Fue parte de la Selección que participó en el Sudamericano Sub-20 de Paraguay en 1967.

## Preparador de Arqueros
A fines de los 80 emigró a USA y fue preparador de arqueros en escuelas y universidades, asimismo con los niños y adolescentes de Port Chester, una villa ubicada en el condado de Westchester en el estado estadounidense de Nueva York.

## Clubes
| Club                             | País           | Año         |
| -------------------------------- | -------------- | ----------- |
| Sporting Cristal                 | Perú           | 1966 - 1968 |
| Defensor Lima                    | Perú           | 1969        |
| Sporting Cristal                 | Perú           | 1970 - 1971 |
| Porvenir Miraflores              | Perú           | 1971        |
| León de Huánuco                  | Perú           | 1972        |
| José Gálvez                      | Perú           | 1973        |
| Barrio Frigorífico               | Perú           | 1974        |
| Juan Aurich                      | Perú           | 1975        |
| Sporting Cristal                 | Perú           | 1976 - 1978 |
| Juventud La Palma                | Perú           | 1979        |
| Coronel Bolognesi                | Perú           | 1980        |
| Unión Huaral                     | Perú           | 1981        |
| Atlético Tumi                    | Estados Unidos | 1982 - 1983 |
| Club Atlético Huracán (Moquegua) | Perú           | 1984        |

## Palmarés

### Campeonatos nacionales
| Título                    | Club             | País | Año  |
| ------------------------- | ---------------- | ---- | ---- |
| Primera División del Perú | Sporting Cristal | Perú | 1968 |
| Primera División del Perú | Sporting Cristal | Perú | 1970 |